# Nico Kuypers
Nico Kuypers (Dixmude, 16 maggio 1974) è un ex ciclista su strada belga, professionista dal 1999 al 2013. Specialista delle classiche, è vincitore di due Gand-Staden.

## Carriera
Nel 2008 ottenne un secondo posto alla Gullegem Koerse.

## Palmarès
- 2003

Circuito del Westhoek
- 2004

Circuito del Westhoek
- 2005

Circuito del Westhoek
- 2006

5a tappa Giro della provincia di Namour
Zillebeke-Westouter-Zillebeke
- 2007

Gand Staden
- GP Etienne de Wilde
- 2009

Gand-Staden
Grand Prix Criquielion
Campionato di Waasland

## Piazzamenti

### Grandi Giri
- Giro d'Italia

2011: 124º
2012: ritirato
2013: ritirato

### Classiche monumento
- Milano-Sanremo

2015: 149º
2016: 130º
- Giro delle Fiandre

2009: ritirato
2011: ritirato
2013: ritirato
- Parigi-Roubaix

2009: 86º
2011: 51º
2012: 83º
2013: 44º

### Competizioni mondiali
- Campionati del mondo

Heusden-Zolder 2002 - In linea Juniors: 35º
Limburgo 2012 - Cronosquadre: 18º